# Cloverfield (série de films)
 Pour plus de détails, voir Fiche technique et Distribution
Cloverfield est une série anthologique de films américains composée de trois films. Les films ne sont liés entre eux que par quelques détails. Ils ont cependant en commun l'apparition d'une ou plusieurs créatures extraterrestres ou encore le recours au marketing viral pour la promotion des films. Les films sont produits par J. J. Abrams, via sa société Bad Robot Productions, et Paramount Pictures. La franchise a également connu une adaptation en manga, Cloverfield/Kishin (en), publiée en 2008.
Elle est composée de : 
- Cloverfield de Matt Reeves, sorti en 2008
- 10 Cloverfield Lane de Dan Trachtenberg, sorti en 2016
- The Cloverfield Paradox de Julius Onah, sorti en 2018

Le film Overlord de Julius Avery, sorti en 2018, était initialement annoncé comme le quatrième volet de la série. J. J. Abrams a finalement déclaré que ce ne serait pas le cas mais qu'un 4e pourrait voir le jour.

## Fiche technique
|                        | Films                                 | Films                                 | Films                                 |
| Cloverfield (2008)     | 10 Cloverfield Lane (2016)            | The Cloverfield Paradox (2018)        |                                       |
| ---------------------- | ------------------------------------- | ------------------------------------- | ------------------------------------- |
| Réalisateurs           | Matt Reeves                           | Dan Trachtenberg                      | Julius Onah                           |
| Scénaristes            | Drew Goddard                          | Josh Campbell                         | Oren Uziel                            |
| Scénaristes            |                                       | Matt Stuecken                         | Doug Jung (en)                        |
| Scénaristes            | Damien Chazelle                       |                                       |                                       |
| Producteurs            | J. J. Abrams                          | J. J. Abrams                          | J. J. Abrams                          |
| Producteurs            | Bryan Burk                            | Lindsey Weber                         | Lindsey Weber                         |
| Compositeurs           |                                       | Bear McCreary                         | Bear McCreary                         |
| Photographie           | Michael Bonvillain                    | Jeff Cutter                           | Dan Mindel                            |
| Monteurs               | Kevin Stitt                           | Stefan Grube                          | Alan Baumgarten (en)                  |
| Durée                  | 85 minutes                            | 103 minutes                           | 102 minutes                           |
| Budget                 | 25 000 000 $                          | 15 000 000 $                          | 45 000 000 $                          |
| Genres                 | science-fiction, catastrophe, horreur | science-fiction, catastrophe, horreur | science-fiction, catastrophe, horreur |
| Genres                 | found footage                         | post-apocalyptique                    |                                       |
| Sociétés de production | Bad Robot Productions                 | Bad Robot Productions                 | Bad Robot Productions                 |
| Sociétés de production | Paramount Pictures                    |                                       |                                       |
| Distribution           | Paramount Pictures                    | Paramount Pictures                    | Netflix                               |

## Distribution
| Personnages                | Films               | Films                      | Films                          |
| Personnages                | Cloverfield (2008)  | 10 Cloverfield Lane (2016) | The Cloverfield Paradox (2018) |
| -------------------------- | ------------------- | -------------------------- | ------------------------------ |
| Robert "Rob" Hawkins       | Michael Stahl-David |                            |                                |
| Elizabeth "Beth" McIntyre  | Odette Annable      |                            |                                |
| Hudson "Hud" Platt         | T.J. Miller         |                            |                                |
| Marlena Diamond            | Lizzy Caplan        |                            |                                |
| Lily Ford                  | Jessica Lucas       |                            |                                |
| Jason Hawkins              | Mike Vogel          |                            |                                |
| Leslie                     |                     | Suzanne Cryer              | Suzanne Cryer                  |
| Howard Stambler Radioman70 |                     | John Goodman               |                                |
| Mark Stambler              |                     |                            | Donal Logue                    |
| Kiel                       |                     |                            | David Oyelowo                  |
| Michelle                   |                     | Mary Elizabeth Winstead    |                                |
| Emmett DeWitt              |                     | John Gallagher, Jr.        |                                |
| Ben                        |                     | Bradley Cooper (voix)      |                                |
| Ava Hamilton               |                     |                            | Gugu Mbatha-Raw                |
| Schmidt                    |                     |                            | Daniel Brühl                   |
| « Monk » Acosta            |                     |                            | John Ortiz                     |
| Mundy                      |                     |                            | Chris O'Dowd                   |
| Volkov                     |                     |                            | Aksel Hennie                   |
| Tam                        |                     |                            | Zhang Ziyi                     |
| Mina Jensen                |                     |                            | Elizabeth Debicki              |
| Michael                    |                     |                            | Roger Davies                   |
| Molly                      |                     |                            | Clover Nee                     |

## Accueil

### Critiques
| Films                   | Rotten Tomatoes     | Metacritic            | Allociné             |
| ----------------------- | ------------------- | --------------------- | -------------------- |
| Cloverfield             | 77% (199 critiques) | 64⁄100 (37 critiques) | 3,6⁄5 (24 critiques) |
| 10 Cloverfield Lane     | 90% (269 critiques) | 76⁄100 (43 critiques) | 3,5⁄5 (20 critiques) |
| The Cloverfield Paradox | 19% (134 critiques) | 36⁄100 (24 critiques) | NC                   |

### Box-office
| Films                   | Année  | Box office        | Box office        | Box office    | Budget        | Sources |
| Films                   | Année  | États-Unis Canada | France            | Mondial       | Budget        | Sources |
| ----------------------- | ------ | ----------------- | ----------------- | ------------- | ------------- | ------- |
| Cloverfield             | 2008   | 80 048 433 $      | 839 031 entrées   | 170 764 026 $ | 25 millions $ | ,       |
| 10 Cloverfield Lane     | 2016   | 72 082 998 $      | 465 675 entrées   | 110 216 998 $ | 15 millions $ | ,       |
| The Cloverfield Paradox | 2018   | NC                | NC                | NC            | 45 millions $ | [ 14 ]  |
| Totaux                  | Totaux | 128 849 593 $     | 1 304 706 entrées | 280 981 024 $ | 85 millions $ | [ 15 ]  |